# Rolf Tippkötter

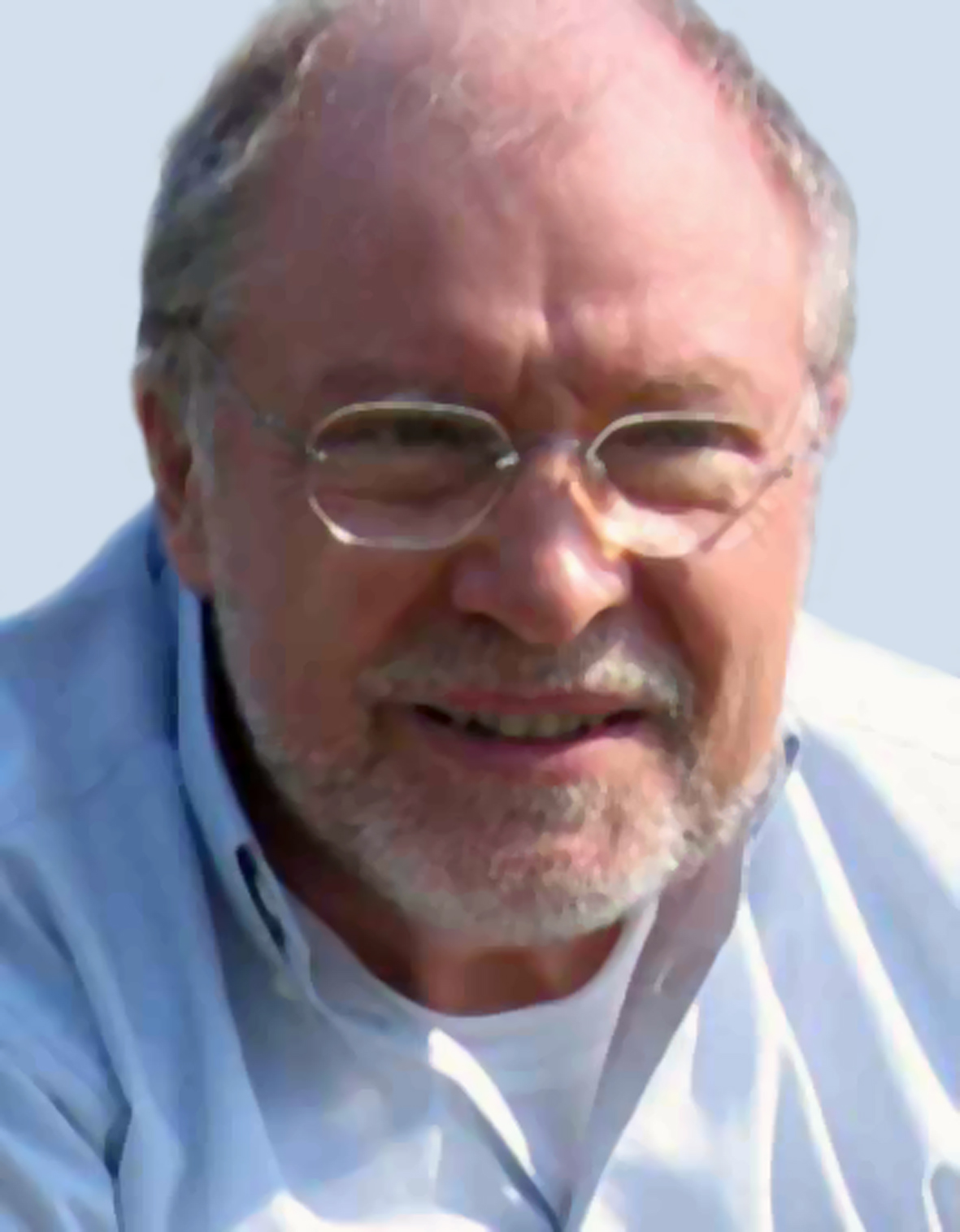
Rolf Tippkötter

Rolf Tippkötter (* 1946 in Hannover) ist ein deutscher Bodenkundler. Er lehrte an der Leibniz Universität Hannover, der Ruhr-Universität Bochum und an der Universität Bremen. Seine Forschungsschwerpunkte sind die Dynamik, Genese, Klassifikation, Verbreitung und ökologische Bewertung von Boden in Deutschland und China.

## Lebensweg
Rolf Tippkötter wuchs in Hannover auf und beendete seine erste Schulausbildung 1963 an der Stresemannschule Hannover mit der Mittleren Reife. Es schloss sich eine Ausbildung als Farbenlithograph bei der Schmalbach AG (heute Silgan White Cap) und eine Tätigkeit in diesem Beruf bei der Großdruckerei Fehling an. 1967 gehörte er zum ersten Jahrgang des Hannover-Kollegs. Nach dem Abitur 1969 begann er ein Studium der Geographie, Geologie und Bodenkunde an der Leibniz Universität Hannover, das er 1974 mit einer geoökologischen Diplomarbeit abschloss. Seine Lehrer waren Horst Mensching, Hartmut Leser, Paul Schachtschabel und Karl-Heinrich Hartge. Während dieser Zeit erwachte sein Interesse am Fach Bodenkunde. Seit 1971 arbeitete er zunächst als studentische Hilfskraft und später als wissenschaftlicher Mitarbeiter am Institut für Bodenkunde der Universität Hannover unter Graf von Reichenbach, bei dem er 1979 über ein bodengenetisches Thema über Schwarzerde-Kolluvien mit summa cum laude promovierte. 
Seine Zeit als Hochschulassistent an der Universität Hannover wurde durch einen zweijährigen Forschungsaufenthalt (1984–1986) im Department of Soil Microbiology des Macaulay Institutes for Soil Research (heute The Macaulay Land Use Research Institute) in Aberdeen, Schottland, unterbrochen. Nach seiner Rückkehr habilitierte er sich 1989 mit einer Schrift über die Eigenschaften von Mikroaggregaten in Böden. Sein Wirken als Privatdozent und Apl. Professor an der Universität Hannover unterbrach er für zwei Jahre als Professor für Bodenkunde an der Ruhr-Universität Bochum und ein Jahr als Mitarbeiter in der Bundesforschungsanstalt für Landwirtschaft in Braunschweig (heute Julius Kühn-Institut – Bundesforschungsinstitut für Kulturpflanzen).
Seit 1995, zuerst als Lehrbeauftragter und seit 1997 als Universitätsprofessor für Geoökologie, steht Rolf Tippkötter dem Institut für Bodenkunde an der Universität Bremen vor, das von ihm gegründet und zusammen mit der stellvertretenden Institutsleiterin Heidi Taubner aufgebaut wurde.

## Forschungsleistungen
Seine langjährigen Forschungsarbeiten entwickelten sich vom breiten Bereich der Bodengenese über die Mikromorphologie zur molekularen Bodenmikrobiologie. Für die Kombination mikroskopischer und submikroskopischer Ansätze mit den Methoden der molekularen Mikrobiologie entwickelte Rolf Tippkötter den Begriff Mikropedologie. Seine Leistung besteht darin, Böden und ihre chemischen und physikalischen Eigenschaften ganzheitlich zu betrachten, die Ursachen für viele Prozesse jedoch in gleichem Maße auf der mikroskopischen Skala zu suchen.
Zusammen mit dem Max-Planck-Institut für Marine Mikrobiologie entwickelte er ab 2000 international anerkannte Methoden für die bodenkundliche Bewertung. Seit vielen Jahren beschäftigt sich Tippkötter nicht nur mit der molekularbiologischen Detektion von Bakterien, Archaeen und Pilzen im Boden, sondern auch mit der räumlichen Verteilung dieser Mikroorganismen im Boden. Er etablierte erstmals die räumliche Anwendung molekularbiologische Methoden (z. B. FISH, CARD-FISH) im Boden, um mit Hilfe der mikrobiellen DNA und RNA funktionelle Schlussfolgerungen zu erlangen, die auf der Grundlage der Kenntnis der jeweiligen bodenphysikalischen und bodenchemischen Eigenschaften der Habitate Hinweise auf die Optimierung des Bodenpotentials (Nährstoffe) bzw. auf Gefahrenpotentiale (z. B. Produktion von Kohlendioxid und Methan im Boden) geben.
Diese Arbeiten werden mit internationaler Kooperation durchgeführt, wobei vor allem chinesische Partner (Nanjing Agriculture University, Chinese Academy of Sciences, HITAR) genannt werden müssen. Es bestehen darüber hinaus Kooperationen mit den USA, Großbritannien, Finnland und Australien.